# 삼화피티에스
삼화PTS는 부산광역시 금정구 동현로 121에 본사를 둔 부산광역시의 시내버스 운송 업체이다. 계열사로는 연제구의 시내버스 회사인 삼성여객과 세진여객이 있다.

## 회사 소개
주요 연혁
- 1970년 11월 9일: 삼화운수에서 분리 설립.
- 2014년 5월: 사명 변경 (삼화여객→삼화PTS)

## 차고지
- 부산광역시 금정구 동현로 121 (서동) (본사 ; 155번 시종착 및 관리)
- 부산광역시 금정구 개좌로 237 (회동동) (회동영업소 ; 42번, 99번, 179번 시종착 및 관리)

## 노선
- ● 42번 : 회동동 ↔ 금사동 ↔ 동래한전 ↔ 망미주공 ↔ 수영사적공원 ↔ 광안리해수욕장 ↔ 경성대학교 ↔ 부산진시장 ↔ (← 범일역) ↔범일5동주민센터 > 부산항국제여객터미널
- ● 99번 : 회동동 ↔ 금사동 ↔ 연안교 ↔ 연산역교차로 ↔ 부산시청 ↔ 서면 ↔ 부산진시장
- ● 155번 : 서동 ↔ 명장정수사업소 ↔ 충렬초등학교 ↔ 안락SK아파트 ↔ 강변자동차매매단지 ↔ 반여3동 ↔ 해운대경찰서 ↔ 센텀시티역.벡스코 ↔ 수영교차로 ↔ 남천역 ↔ 동명대학교 ↔ 부경대용당캠퍼스 ↔ 용당동
- ● 179번 : 회동동 ↔ 금사동 ↔ 서동고개 ↔ 온천입구 ↔ 교대역 ↔ 양정역 ↔ 부암교차로 > 당감시장 > 국제백양아파트

## 보유 차량
뉴 슈퍼에어로시티와 일렉시티와 저상 뉴 슈퍼에어로시티로 운용한다.